# Eleš
Eleš (mađ. Helesfa) je selo u južnoj Mađarskoj.
Zauzima površinu od 9,87 km četvornih.

## Zemljopisni položaj
Nalazi se na 46° 5' sjeverne zemljopisne širine i 17° 59' istočne zemljopisne dužine. 500 m istočno je Čerda, 500 m sjeverno je Bikeš, 1 km zapadno je Breka, 4 km južno je kotarsko sjedište Selurinac, 3 km jug-jugoistočno je Senta, 3 km jugozapadno je Nagyváty, a 4,5 km zapadno-jugozapadno je Sentžebet.

## Upravna organizacija
Upravno pripada Selurinačkoj mikroregiji u Baranjskoj županiji. Poštanski broj je 7683. 

## Povijest
U povijesnim dokumentima se spominjao i kao Eleusfolua, Heleusfolua, Helesfalva.

## Promet
500 m istočno od sela prolazi željeznička prometnica, na kojoj je i željeznička postaja.

## Stanovništvo
Eleš ima 568 stanovnika (2001.). 
1930. je od 654 stanovni, 644 bilo Mađara, 9 je bilo Nijemaca i 1 Hrvat. 1970. je bilo 530 Mađara. 2001., 59% se izjasnilo Mađarima, 3% Romima, koji u ovom selu imaju svoju manjinsku samoupravu, a više od 40% seljana se odbilo nacionalno izjasniti odnosno statistički je ušlo u rubriku "nepoznate nacionalnosti". 

## Vanjske poveznice
- (mađ.) Helesfa a Vendégvárón  Arhivirana inačica izvorne stranice od 18. ožujka 2007. (Wayback Machine)
- Eleš na fallingrain.com